# Claude Choules
Claude Stanley Choules, född 3 mars 1901 i Pershore, Worcestershire , död 5 maj 2011 i Perth, Western Australia, var den sista bekräftade krigsveteranen från Första världskriget som var inblandad i stridigheter . Han var även den sista personen i världen som deltagit både i Första- och Andra Världskriget och den siste soldaten underställd en flotta från första världskriget. Han var också vid sin död den tredje äldsta verifierade krigsveteranen i världen och Australiens äldste man. Slutligen var han vid sin död den sjunde äldste i världen och den äldsta personen född i Storbritannien. 

## Biografi

### Första världskriget
I april 1915 då Choules var 14 år gammal tog han värvning på träningsfartyget Mercury och blev 1916 förflyttad till Royal Navy och träningsfartyget HMS Circe. 1917 blev han förflyttad från träningsfartyget till flaggskeppet för den engelska 1st Battle Squadron, HMS Revenge. Under sin tid vid fartyget bevittnade han bl.a. ett angrepp på en tysk zeppelinare och kejserliga flottans kapitulation vid Firth of Forth. 

### Mellankrigstiden
1926 blev Choules tillsammans med ytterligare 11 äldre sjömän från den brittiska flottan skickad till Australien som instruktör vid en flottbas där. Efter att ha accepterat de australiska traditionerna så beslöt han att ta anställning i den Australiska flottan för gott. Han gick ur flottan 1931 men var kvar i reserven fram till 1932 då han gick med i flottan återigen. Efter att ha lämnat England år 1926 återvände han aldrig utan blev kvar i Australien.

### Andra världskriget
Under andra världskriget tjänstgjorde Choules på örlogsfartyget HMAS Fremantle.  Han var även Chief Demolition Officer för den västra sidan av den australiska kontinenten och i händelse av en japansk invasion hade han till uppgift att sabotera hamnen i Fremantle samt att göra detsamma med de närbelägna oljereserverna.

### Efterkrigstiden
Efter andra världskriget förflyttades Choules till den Australiska flottans hamnpolis (NDP) där han stannade kvar i tjänst till 1956. Vid den här tiden var pensionsåldern i flottan 50 år men personalen i hamnpolisen tjänstgjorde till en ålder av 55 år. 
Choules struntade sedan i att fira minnet av vapenstilleståndet då han var emot att krig förknippades med äventyr och ära. Han kom att figurera i BBC dokumentärerna The Last Tommy (2005) samt Harry Patch – The Last Tommy (2009) och 2009 publicerades hans självbiografi The Last of the Last. 2010 meddelade hans dotter att han var för trött för att ställa upp på intervjuer. . Han var vid det här laget nästan helt blind och döv. Han firade den 3 mars 2011 sin 110:e födelsedag och drygt två månader senare, den 5 maj, avled han. Efter hans död sa Australiens premiärminister Julia Gillard: "Mr Choules and his generation made a sacrifice for our freedom and liberty we will never forget", det vill säga: "Choules och hans generation gjorde en uppoffring för frihet som vi aldrig kommer att glömma".

## Familj
Claude Choules var son till Harry Choules och Madeleine, född Winn, och gifte sig med Ethel, med vilken han förblev gift i 80 år till dennas död vid en ålder av 98 år.